# Klonoa 2: Dream Champ Tournament
Klonoa 2: Dream Champ Tournament (風のクロノアG2 ドリームチャンプ・トーナメント, , Kaze no Klonoa G2: Dream Champ Tournament en version originale japonaise) est un jeu vidéo de plates-formes développé et édité par Namco, sorti en 2002 sur Game Boy Advance. Ce jeu est le cinquième de la série Klonoa et le deuxième à sortir sur Game Boy Advance.